# Canton de Sennecey-le-Grand
Le canton de Sennecey-le-Grand est un ancien canton français situé dans le département de Saône-et-Loire et la région Bourgogne-Franche-Comté.

## Géographie
Ce canton était organisé autour de Sennecey-le-Grand dans l'arrondissement de Chalon-sur-Saône. Son altitude variait de 167 m (Gigny-sur-Saône) à 501 m (Mancey) pour une altitude moyenne de 234 m.

## Histoire
- De 1833 à 1840, les cantons de Saint-Germain-du-Plain et de Sennecey-le-Grand avaient le même conseiller général. Le nombre de conseillers généraux était limité à 30 par département[1].

## Représentation

### Conseillers d'arrondissement (de 1833 à 1940)
| Période                                  | Période                  | Identité                         | Étiquette             | Qualité |
| ---------------------------------------- | ------------------------ | -------------------------------- | --------------------- | --- |
| 1833                                     | 1845                     | Claude Charpy                    |                       | Docteur en médecine, maire de Sennecey                                                                      |
| 1845                                     | 1848                     | Hippolyte Boudier (1796-1866)    |                       | Propriétaire à Sennecey                                                                                     |
| 1848                                     | 1852                     | François Dard                    |                       | Propriétaire à Sennecey                                                                                     |
| 1852                                     | 1858                     | Luc Noirot                       |                       | Notaire, maire de Sennecey                                                                                  |
| 1858                                     | 1870                     | Charles Pierre Charpy            | Candidat recommandé   | Notaire, juge de paix à Sennecey                                                                            |
| 1870                                     | 1871                     | Comte de La Rochette             |                       | Propriétaire, maire de Laives                                                                               |
| 1871                                     | 1892                     | Laurent-François Dard-Pourcher   | Républicain radical   | Propriétaire, maire de Sennecey                                                                             |
| 1892                                     | 1896 (décès)             | Jean Auguste Chauvigny           |                       | Notaire, Bresse-sur-Grosne                                                                                  |
| 1er mars 1896                            | 1898 (décès)             | Pierre Marcelin Bray (1855-1898) | Républicain           | Maire de Sennecey                                                                                           |
| 1898                                     | 1905 (décès)             | Jean Vincent                     |                       | Maire de Mancey                                                                                             |
| 1905                                     | 1919                     | Claude Mayel (1849-1925)         |                       | Maire de Montceaux-Ragny (1878-1925)                                                                        |
| 1919                                     | 1934                     | Félix Jeanin-Rivot               | Républicain-démocrate | Pharmacien, propriétaire à Sennecey                                                                         |
| 1934                                     | 22 décembre 1939 (décès) | Louis Cléau (1879-1939)          | Radical               | Maire de Nanton                                                                                             |
| 1940                                     |                          |                                  |                       | Les conseils d'arrondissement ont été suspendus par la loi du 12 octobre 1940 et n'ont jamais été réactivés |
| Les données manquantes sont à compléter. |                          |                                  |                       | |

### Conseillers généraux de 1833 à 2015
| Période | Période      | Identité                              | Étiquette            | Qualité                                                                                                 |
| ------- | ------------ | ------------------------------------- | -------------------- | --- |
| 1833    | 1845         | Arnould Humblot-Conté                 | Monarchiste          | Maire de Saint-Ambreuil Député de Saône-et-Loire (1820-1824) Député du Rhône (1827-1831) Pair de France |
| 1845    | 1848         | Claude Charpy                         |                      | Docteur en médecine, maire de Sennecey-le-Grand (1833-1848), conseiller d'arrondissement                |
| 1848    | 1852         | François Parize                       | Modéré               | Propriétaire et fermier à Sennecey-le-Grand                                                             |
| 1852    | 1869 (décès) | David Niépce                          |                      | Colonel en retraite, maire de Sennecey-le-Grand                                                         |
| 1869    | 1871         | Maximilien Niépce (fils du précédent) |                      | Lieutenant-colonel en retraite à Sennecey-le-Grand                                                      |
| 1871    | 1891 (décès) | Jules Flochon                         | Républicain          | Docteur en médecine à Sennecey-le-Grand                                                                 |
| 1892    | 1905 (décès) | Baron Arnould Thénard                 | Républicain "rallié" | Propriétaire Maire de Saint-Ambreuil                                                                    |
| 1905    | 1936 (décès) | Jean Robin-Perrier                    | Rad.                 | Viticulteur Maire de Sennecey-le-Grand                                                                  |
| 1936    | 1940         | Armand Moreau                         | SFIO                 | Cultivateur Maire de Jugy                                                                               |
|         |              |                                       |                      | |
| 1945    | 1955         | Alphonse Guillemeney                  | SFIO                 | Retraité PTT Conseiller municipal de Sennecey-le-Grand                                                  |
| 1955    | 1961         | André Guillemaud                      | RPF puis DVD         | Pharmacien à Sennecey-le-Grand                                                                          |
| 1961    | 1967         | Robert Mangematin (1898-1989)         | DVD                  | Maire de Sennecey-le-Grand                                                                              |
| 1967    | 1979         | Jean Braillon                         | RI puis UDF          | Agriculteur Député (1974-1978), conseiller régional Maire de Boyer                                      |
| 1979    | 1985         | Daniel Cautel (1937-2004)             | PS                   | Enseignant, conseiller municipal de Sennecey-le-Grand                                                   |
| 1985    | 2011         | Jean-Paul Émorine                     | UDF puis UMP         | Exploitant agricole Député de 1993 à 1995 Sénateur (1995-2020) Maire de Sennecey-le-Grand (1989-2008)   |
| 2011    | 2015         | Cécile Untermaier                     | PS                   | Fonctionnaire des Grands corps de l'État Député depuis juin 2012                                        |

## Composition
| Nom                           | Code Insee | Intercommunalité         | Superficie (km2) | Population (dernière pop. légale) | Densité (hab./km2) |
| ----------------------------- | ---------- | ------------------------ | ---------------- | --------------------------------- | ------------------ |
| Sennecey-le-Grand (chef-lieu) | 71512      | CC Entre Saône et Grosne | 26,76            | 3 138 (2014)                      | 117                |
| Beaumont-sur-Grosne           | 71026      | CC Entre Saône et Grosne | 7,82             | 344 (2014)                        | 44                 |
| Boyer                         | 71052      | CC Entre Saône et Grosne | 16,93            | 692 (2014)                        | 41                 |
| Bresse-sur-Grosne             | 71058      | CC Entre Saône et Grosne | 10,02            | 189 (2014)                        | 19                 |
| Champagny-sous-Uxelles        | 71080      | CC Entre Saône et Grosne | 5,05             | 90 (2014)                         | 18                 |
| La Chapelle-de-Bragny         | 71089      | CC Entre Saône et Grosne | 15,87            | 256 (2014)                        | 16                 |
| Étrigny                       | 71193      | CC Entre Saône et Grosne | 19,22            | 458 (2014)                        | 24                 |
| Gigny-sur-Saône               | 71219      | CC Entre Saône et Grosne | 14,36            | 556 (2014)                        | 39                 |
| Jugy                          | 71245      | CC Entre Saône et Grosne | 7,69             | 323 (2014)                        | 42                 |
| Laives                        | 71249      | CC Entre Saône et Grosne | 12,62            | 1 021 (2014)                      | 81                 |
| Lalheue                       | 71252      | CC Entre Saône et Grosne | 6,87             | 396 (2014)                        | 58                 |
| Mancey                        | 71274      | CC Entre Saône et Grosne | 10,02            | 385 (2014)                        | 38                 |
| Montceaux-Ragny               | 71308      | CC Entre Saône et Grosne | 2,53             | 32 (2014)                         | 13                 |
| Nanton                        | 71328      | CC Entre Saône et Grosne | 14,03            | 633 (2014)                        | 45                 |
| Saint-Ambreuil                | 71384      | CC Entre Saône et Grosne | 18,26            | 528 (2014)                        | 29                 |
| Saint-Cyr                     | 71402      | CC Entre Saône et Grosne | 13,12            | 744 (2014)                        | 57                 |
| Vers                          | 71572      | CC Entre Saône et Grosne | 4,18             | 229 (2014)                        | 55                 |

## Démographie
| 1962  | 1968  | 1975  | 1982  | 1990  | 1999  | 2007  |
| ----- | ----- | ----- | ----- | ----- | ----- | ----- |
| 6 881 | 7 324 | 7 041 | 7 372 | 7 915 | 8 801 | 9 445 |